# Comunidad de aldeas

Comunidad de aldeas de Calatayud.
Comunidad de aldeas de Daroca.
Comunidad de aldeas de Albarracín.
Comunidad de aldeas de Teruel.

Las comunidades de aldeas eran unas instituciones medievales aragonesas surgidas con el fin de repoblar y defender la Extremadura aragonesa y que consistían en una agrupación de aldeas alrededor de una ciudad o villa, tomando el nombre de esta.

## Historia
Las comunidades de aldeas aragonesas surgidas en la Edad Media no eran lo mismo que las comunidades de villa y tierra castellanas.

«Otro aragonés, don Vicente de la Fuente, uno de los pocos estudiosos de las viejas comunidades –hijos todos ellos de tierras comuneras–, eligió como tema para su discurso de ingreso en la Academia de la Historia el de las comunidades aragonesas de Calatayud, Daroca, Teruel y Albarracín "con harta extrañeza de los eruditos" –dice textualmente–, pues la mayoría de ellos no sabían que hubieran existido comunidades sino en Castilla y en tiempos de Carlos V.»

Las comunidades de aldeas se estructuraban de la siguiente forma:
Existía una ciudad que daba nombre a la comunidad y que nunca estaba integrada en la comunidad de aldeas y varias sesmas en las que se integraban las aldeas pertenecientes a la comunidad. A diferencia de las comunidades de villa y tierra castellanas no existía cabecera, sino que todas las aldeas eran iguales entre sí.
Cierto es que, en ambos antiguos reinos, las comunidades hunden sus raíces en los antiguos fueros medievales concedidos por los reyes a villas y ciudades, en los que se asignaba a éstas un extenso territorio a su alrededor para poblarlo y extender sobre él y sobre las aldeas allí surgidas cierta jurisdicción concejil. El desarrollo y evolución posterior, sin embargo, dieron como resultado diferentes realidades históricas, con distinta personalidad, distinto grado de autogobierno, distinto entramado jurídico-institucional y distintas relaciones entre las gentes y entre los núcleos de población que integraban las comunidades de uno y otro reino. Las comunidades castellanas, entre las que tampoco existe, al parecer, un modelo y una interpretación uniforme, estaban generalmente formadas por un grupo de aldeas y la ciudad o villa que les daba nombre y que siempre las dominó con mayor o menor tiranía. 
El término comunidad, referido a las cuatro históricas comunidades aragonesas (Daroca, Calatayud, Teruel y Albarracín) no es, sin embargo, sinónimo de agrupación de aldeas o lugares dependientes de un núcleo urbano principal. Por el contrario, las comunidades de Aragón estuvieron integradas por villas y lugares jurídicamente iguales que, en un principio, se unieron frente a la villa que los había gobernado con mayor o menor despotismo durante un determinado tiempo. En ningún momento, las villas, después ciudades, que dieron nombre a las Comunidades (Daroca, Calatayud, Teruel y Albarracín) llegaron a formar parte de ellas. Es más, el origen de cada Comunidad coincide con su separación oficial de la villa de la que hasta entonces había dependido.
Está claro, por tanto, que el original sistema sociopolítico de las comunidades aragonesas y el peso territorial y demográfico de éstas en el conjunto del reino de Aragón merecen algo más que una simple referencia, cuando la hay, y no siempre acertada, en la historia medieval y moderna de Aragón y de España.
En el marco histórico de la España del Antiguo Régimen, de incuestionables pervivencias feudales en el mundo rural y de atmósfera autoritario-absolutista en el ámbito político, con una clara omnipotencia y omnipresencia del poder Real y de la Iglesia, la Comunidad de Daroca y el resto de las comunidades aragonesas emergían como un oasis de libertad, política y teóricamente casi utópico para la época, en el que regían unas especiales formas de organización: autogobierno, autofinanciación, representación propia en Cortes, igualdad jurídica de sus gentes, amplia participación popular en las instituciones de la Comunidad y de los lugares, etc.

## Relación de comunidades de aldeas
Las comunidades de aldeas aragonesas fueron cuatro:
- Comunidad de Aldeas de Calatayud.
- Comunidad de Aldeas de Daroca.
- Comunidad de Aldeas de Teruel.
- Comunidad de Santa María de Albarracín.